# Tricyphona (Tricyphona) brevifurcata
Tricyphona (Tricyphona) brevifurcata is een tweevleugelige uit de familie Pediciidae. De soort komt voor in het Palearctisch en Nearctisch gebied.